# Erdita
L'erdita és un mineral de la classe dels sulfurs. Va ser anomenada en honor de Richard Clarkson Erd (1924-2008), mineralogista estatunidenc del Servei Geològic dels Estats Units, que havia sintetitzat la substància prèviament.

## Característiques
L'erdita és un sulfur de fórmula química NaFeS₂(H₂O)₂. Cristal·litza en el sistema monoclínic. Apareix en fines masses granular i impures de fibres diminutes; els cristalls individuals, de fulla fina, arriben a 1 mm de longitud. La seva duresa a l'escala de Mohs és 2.
Segons la classificació de Nickel-Strunz, l'erdita pertany a «02.FD - Sulfurs d'arsènic amb O, OH, H₂O» juntament amb els següents minerals: quermesita, viaeneïta, coyoteïta, haapalaïta, val·leriïta, yushkinita, tochilinita, wilhelmramsayita, vyalsovita i bazhenovita.

## Formació i jaciments
L'erdita va ser descoberta al Coyote Peak, al comtat de Humboldt (Califòrnia, Estats Units), on es troba en abundància, típicament associada amb altres sulfurs i magnetita de gra fi, en segregacions discretes i tardanes dins d'un diatrema màfic alcalí. També ha estat descrita al massís de Lovozero (Rússia) en pegmatites en nefelina sienita i en dos indrets del Quebec.